# Placówki dyplomatyczne i konsularne w Polsce: W
Stan na: 23 grudnia 2024

## Watykan

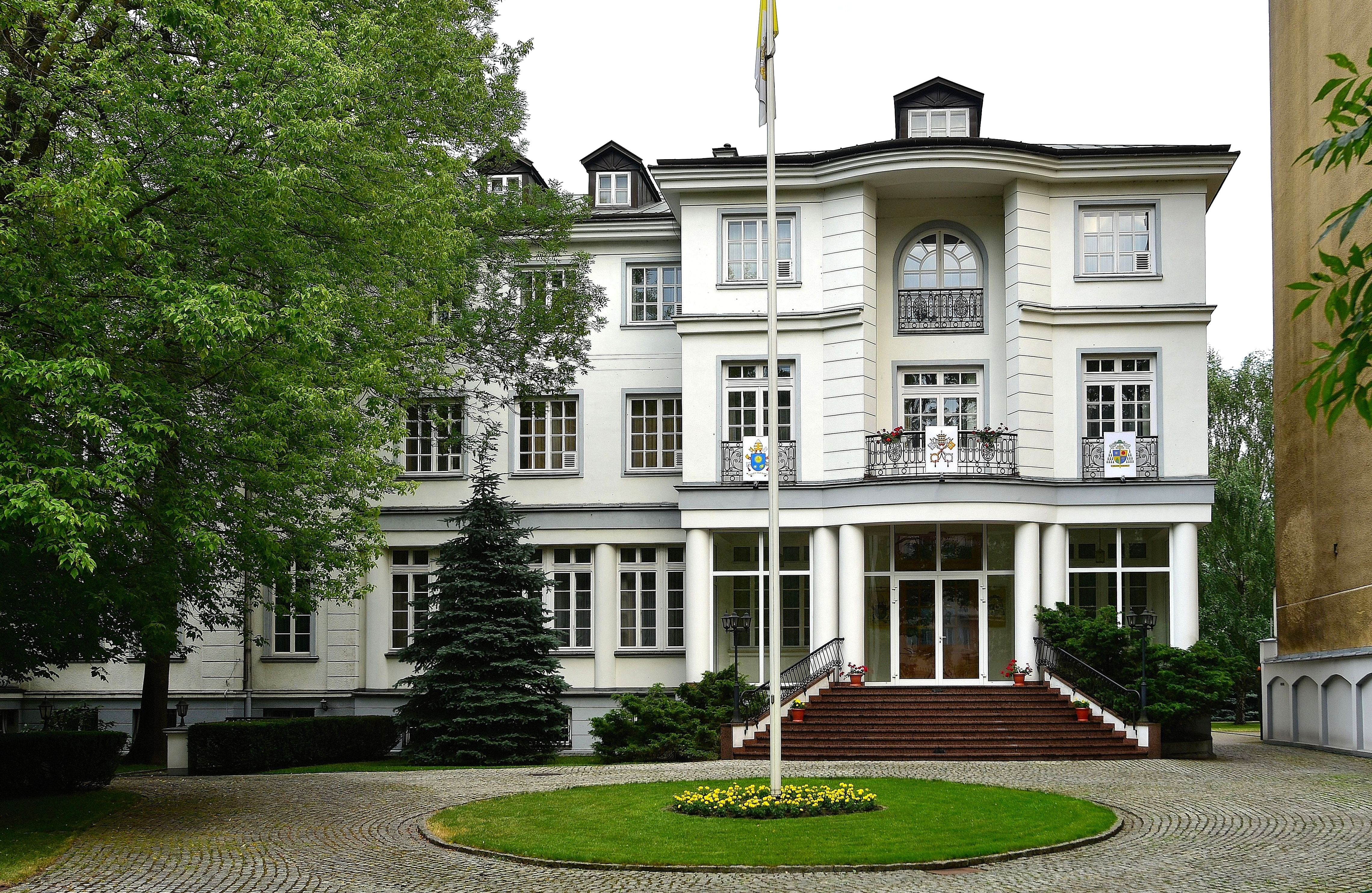
Siedziba Nuncjatury Apostolskiej w Alejach Szucha w Warszawie

Nuncjatura Stolicy Apostolskiej w Warszawie
- szef placówki: Antonio Guido Filipazzi (nuncjusz apostolski)
- Strona oficjalna

## Wenezuela

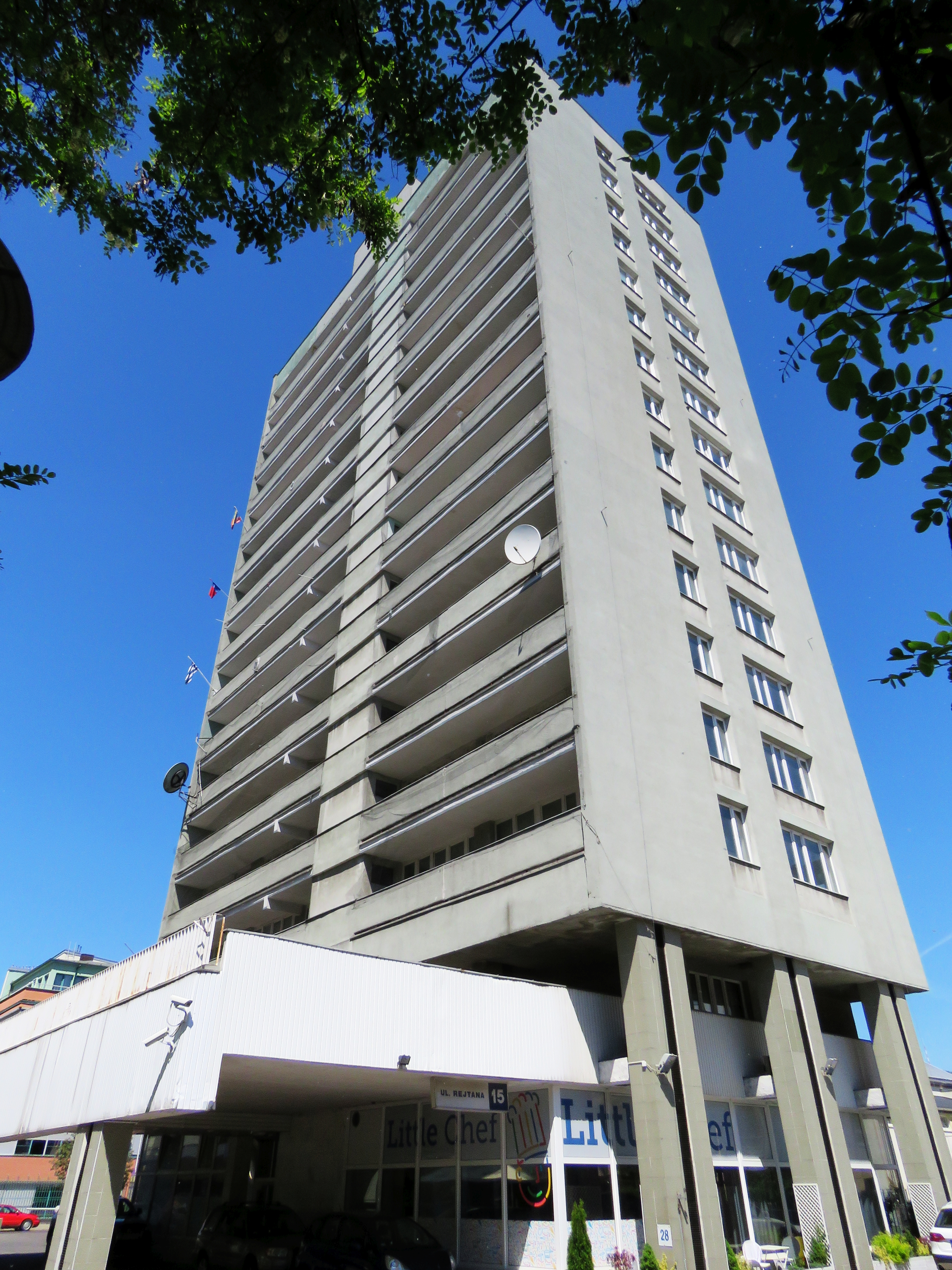
Biurowiec przy ul. Rejtana 15 w Warszawie w którym mieści się Ambasada Wenezueli

Ambasada Boliwariańskiej Republiki Wenezueli w Warszawie
- szef placówki: Luis Adolfo Gómez Urdaneta (ambasador)
- Strona oficjalna

## Węgry
Ambasada Węgier w Warszawie

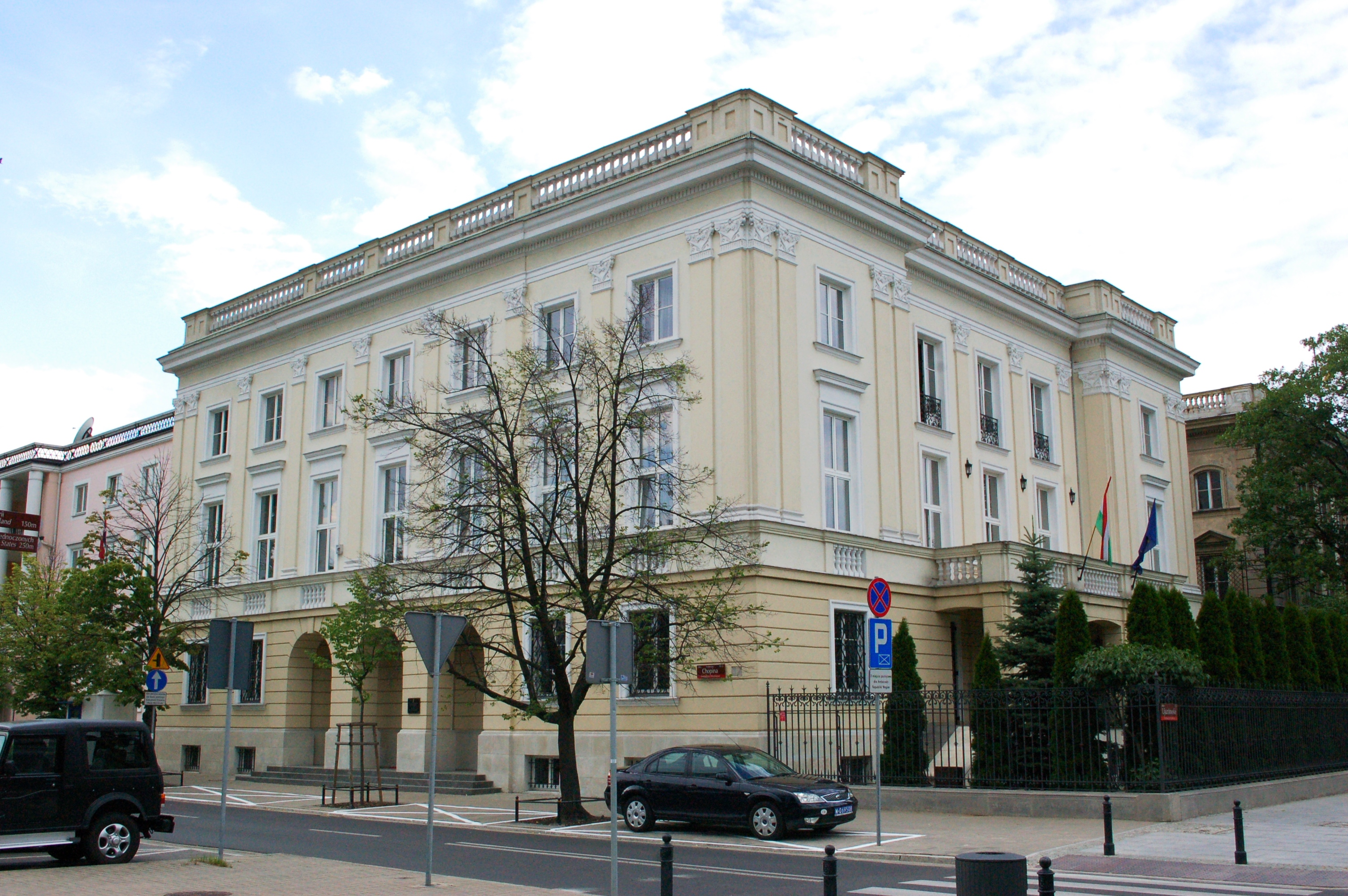
Ambasada Węgier przy ulicy Fryderyka Chopina w Warszawie

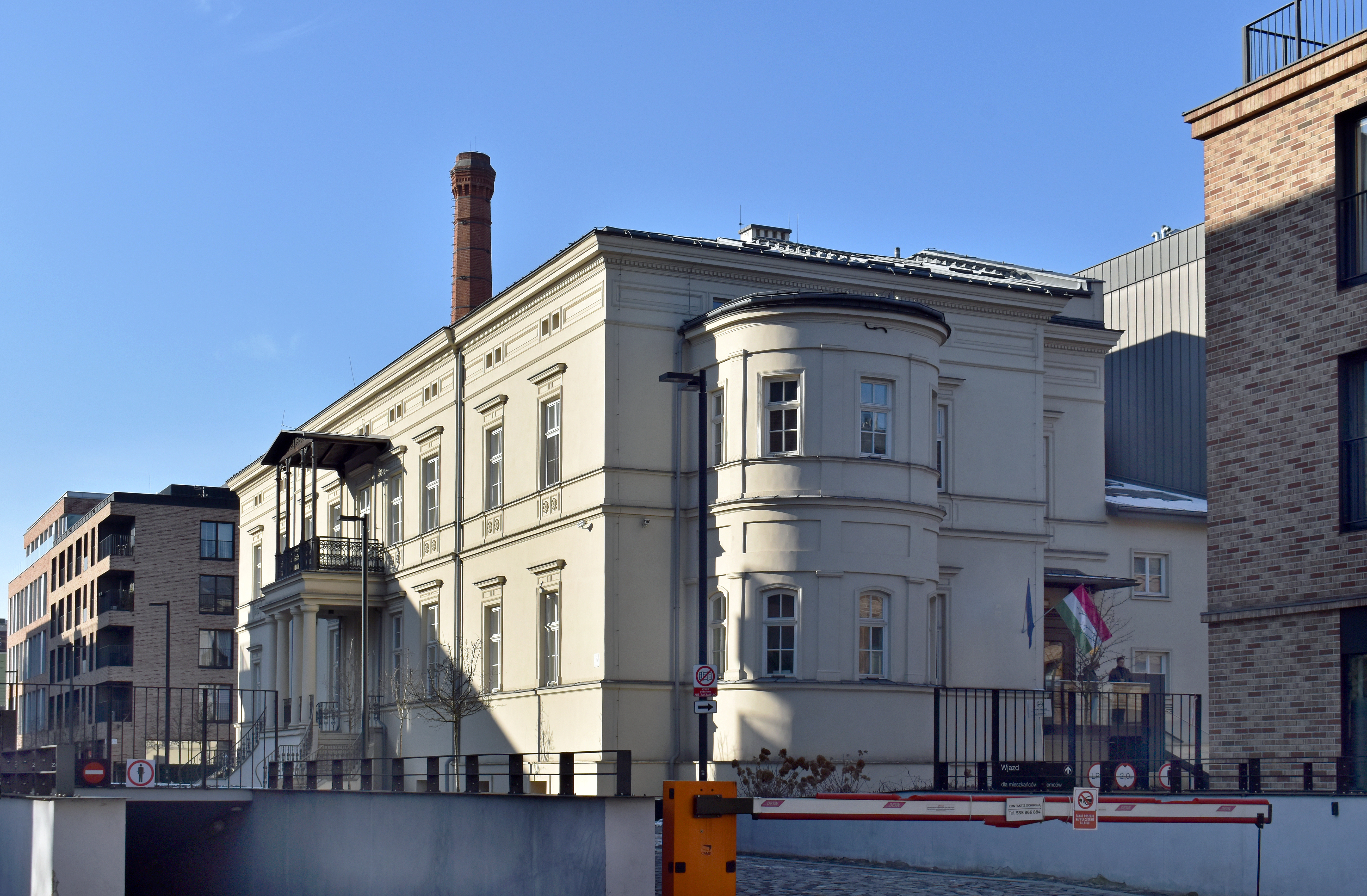
Konsulat Generalny Węgier w Krakowie

- szef placówki: István Íjgyártó (ambasador)
- Strona oficjalna

Konsulat Generalny Węgier w Gdańsku
- szef placówki: Pál Attila Illés (konsul generalny)
- Strona oficjalna

Konsulat Generalny Węgier w Krakowie
- szef placówki: Tibor Gerencsér (konsul generalny)
- Strona oficjalna

Wicekonsulat Węgier we Wrocławiu
- szef placówki: Noémi Nagy (wicekonsul)

Konsulat Honorowy Węgier w Bydgoszczy
- szef placówki: Marek Pietrzak (konsul honorowy)

Konsulat Honorowy Węgier w Kielcach
- szef placówki: Andrzej Łukasik (konsul honorowy)

Konsulat Honorowy Węgier w Lublinie
- szef placówki: Artur Sienkiewicz (konsul honorowy)

Honorowy Konsulat Generalny Węgier w Łodzi
- szef placówki: Tadeusz Kaczor (honorowy konsul generalny)

Konsulat Honorowy Węgier w Poznaniu
- szef placówki: Witold Abramowicz (konsul honorowy)

Konsulat Honorowy Węgier w Rzeszowie
- szef placówki: Zbigniew Ungeheuer (konsul honorowy)

## Wielka Brytania

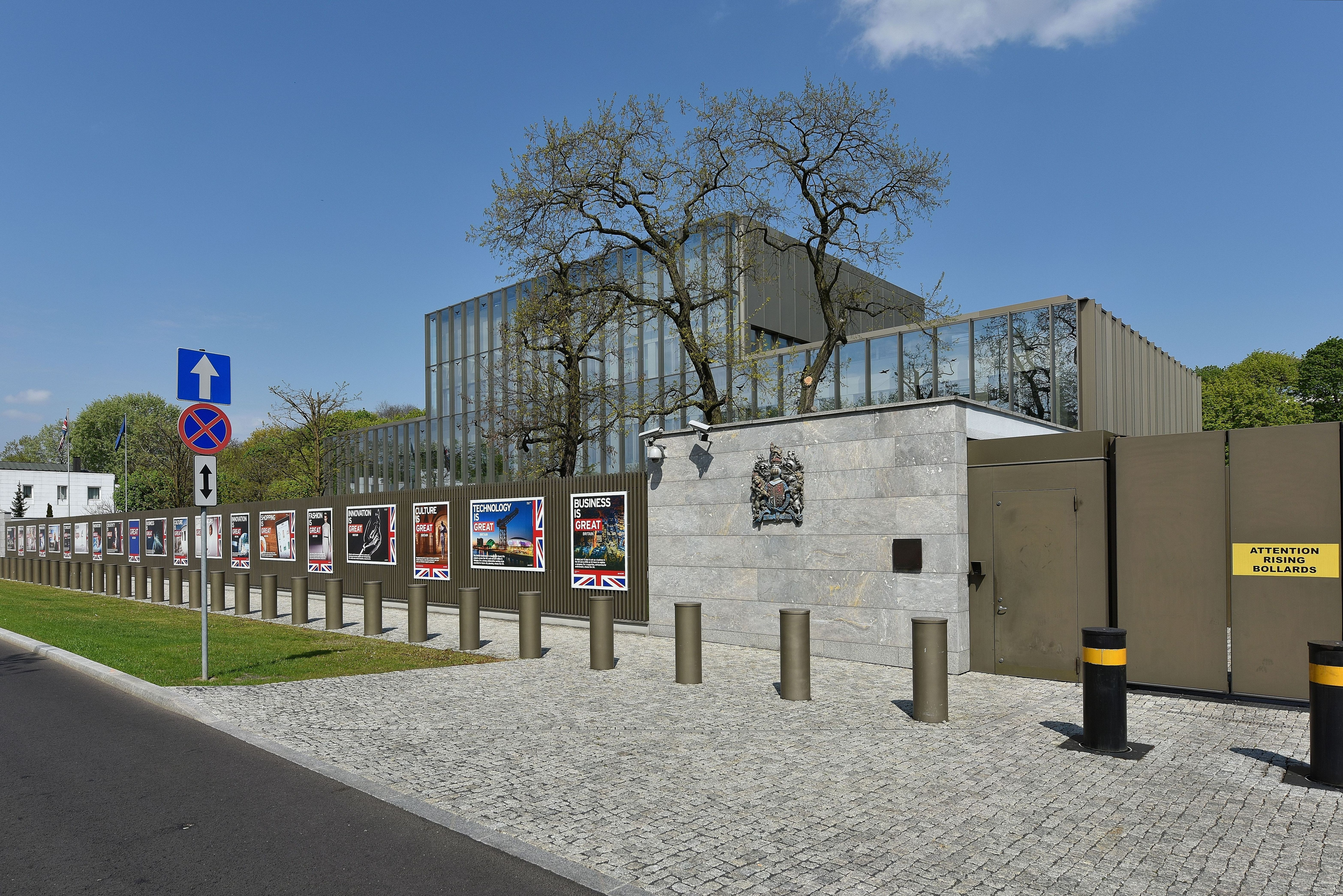
Ambasada Wielkiej Brytanii w Warszawie przy ulicy Kawalerii w Warszawie

Ambasada Zjednoczonego Królestwa Wielkiej Brytanii i Irlandii Północnej w Warszawie
- szef placówki: Anna Clunes (ambasador)
- Strona oficjalna

Konsulat Brytyjski w Gdańsku
- szef placówki: Marek Głuchowski (konsul honorowy)

Konsulat Brytyjski w Krakowie
- szef placówki: Kazimierz Karasiński (konsul honorowy)

Konsulat Brytyjski w Lublinie
- szef placówki: Jan Danilczuk (konsul honorowy)

Konsulat Brytyjski w Łodzi
- szef placówki: Małgorzata Anna Brzezińska (konsul honorowy)

Konsulat Brytyjski w Poznaniu
- szef placówki: Włodzimierz Walkowiak (konsul honorowy)

Konsulat Brytyjski w Szczecinie
- szef placówki: Ryszard Jacek Karger Jr (konsul honorowy)

Konsulat Brytyjski we Wrocławiu
- szef placówki: Marek Grzegorzewicz (konsul honorowy)

## Wietnam

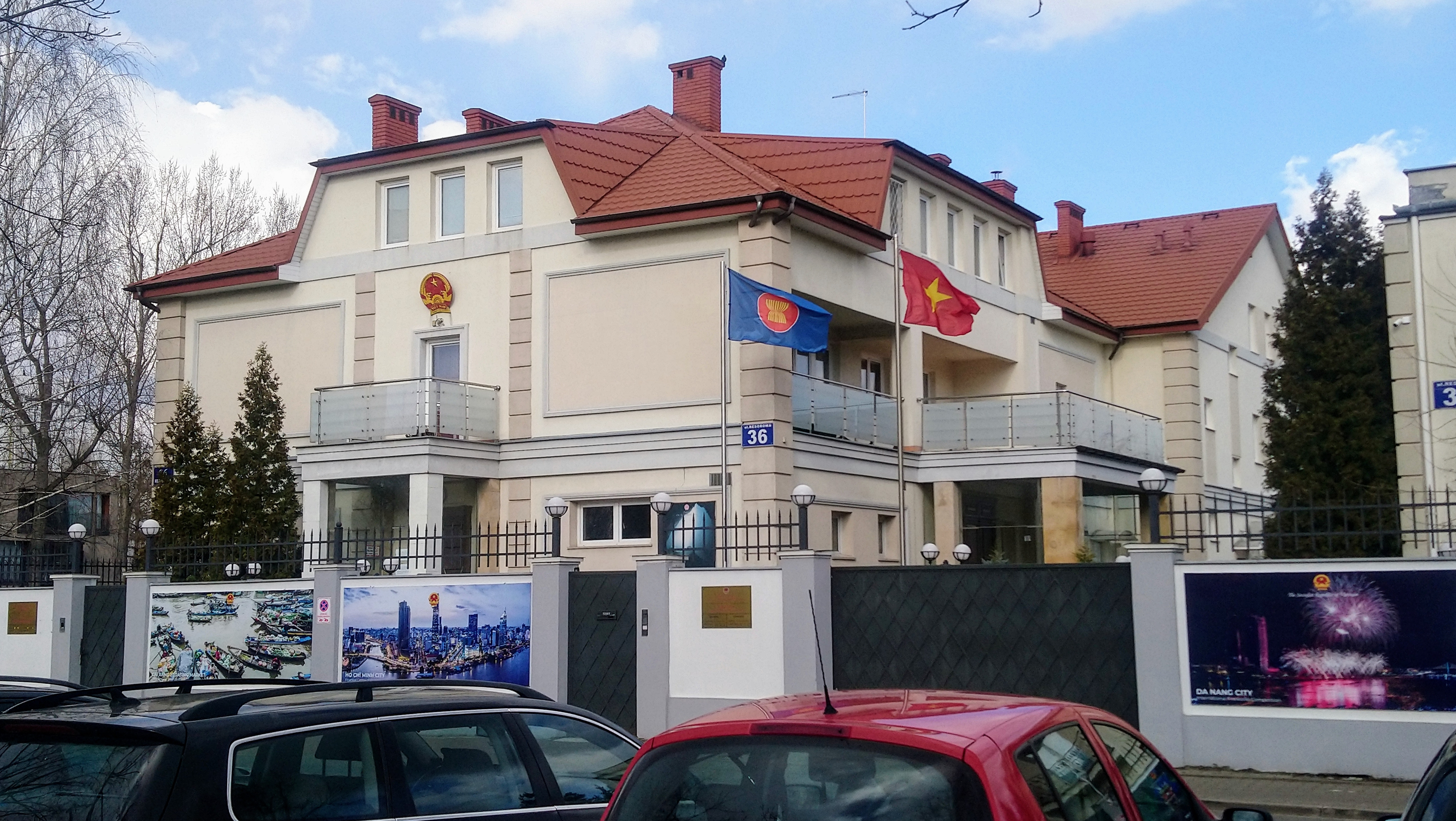
Siedziba ambasady Wietnamu przy ulicy Resorowej w Warszawie

Ambasada Socjalistycznej Republiki Wietnamu w Warszawie
- szef placówki: Ha Hoang Hai (ambasador)
- Strona oficjalna

## Włochy

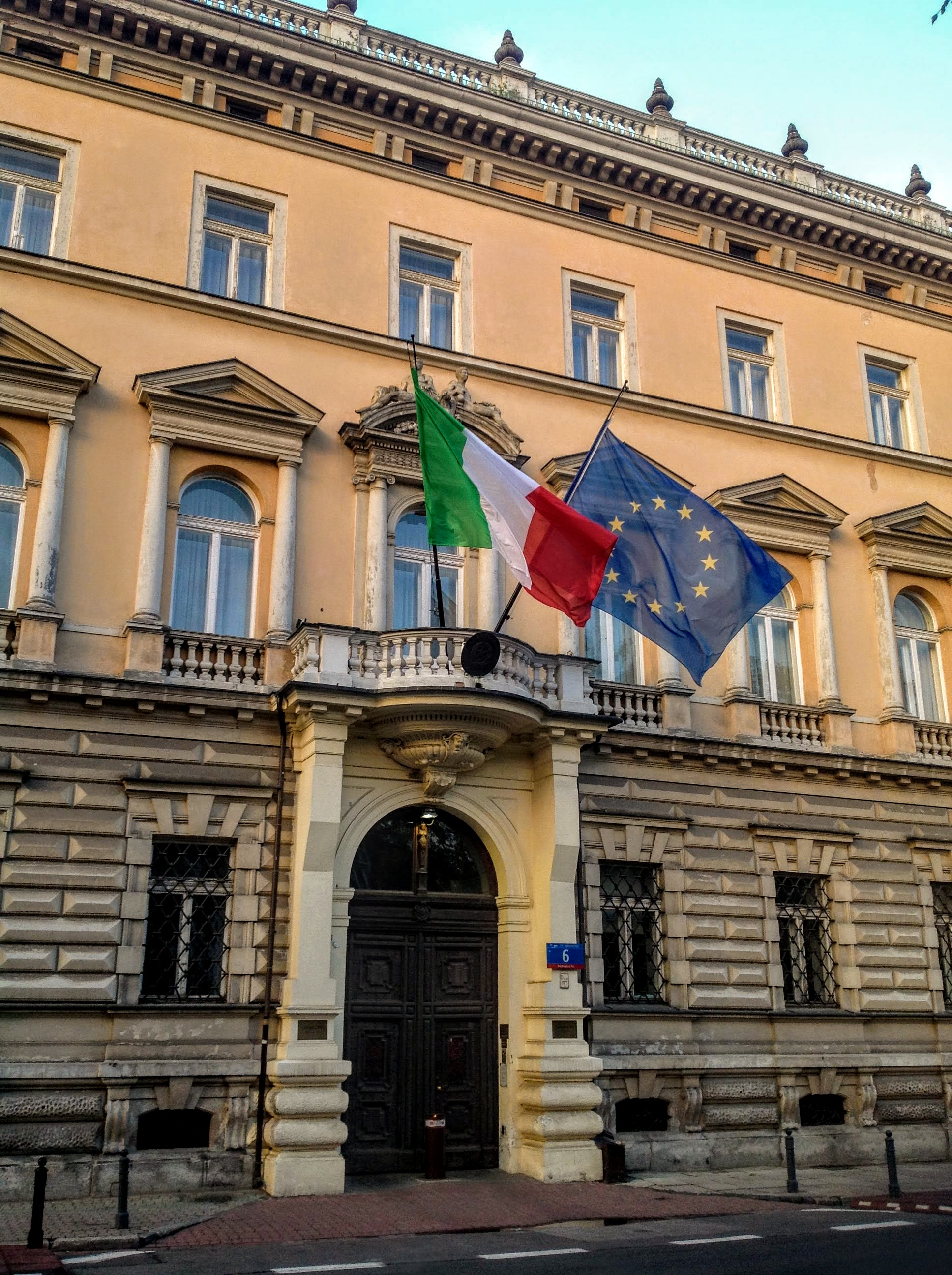
Siedziba Ambasady Włoch w pałacu Szlenkierów przy placu Jana Henryka Dąbrowskiego w Warszawie

Ambasada Republiki Włoskiej w Warszawie
- szef placówki: Luca Franchetti Pardo (ambasador)
- Strona oficjalna

Konsulat Honorowy Republiki Włoskiej w Gdyni
- szef placówki: Maurycy Chodorowski (konsul honorowy)

Konsulat Honorowy Republiki Włoskiej w Krakowie
- szef placówki: Katarzyna Likus (konsul honorowy)

Wicekonsulat Honorowy Republiki Włoskiej w Lublinie
- szef placówki: Anna Kaczmarczyk (wicekonsul honorowy)

Konsulat Honorowy Republiki Włoskiej w Poznaniu
- szef placówki: Karolina Wojciechowska Pinna (konsul honorowy)

Konsulat Honorowy Republiki Włoskiej w Szczecinie
- szef placówki: Angelo Rella (konsul honorowy)

Konsulat Honorowy Republiki Włoskiej we Wrocławiu
- szef placówki: Monika Kwiatosz (konsul honorowy)

## Wybrzeże Kości Słoniowej
Brak placówki – Polskę obsługuje Ambasada Republiki Wybrzeża Kości Słoniowej w Berlinie (Niemcy).

## Wyspy Marshalla
Brak placówki – Polskę obsługuje Stałe Przedstawicielstwo Wysp Marshalla przy ONZ w Nowym Jorku.

## Wyspy Salomona
Brak placówki obsługującej Polskę.

## Wyspy Świętego Tomasza i Książęca
Brak placówki obsługującej Polskę.